# Ritterstraße 21 (Teltow)

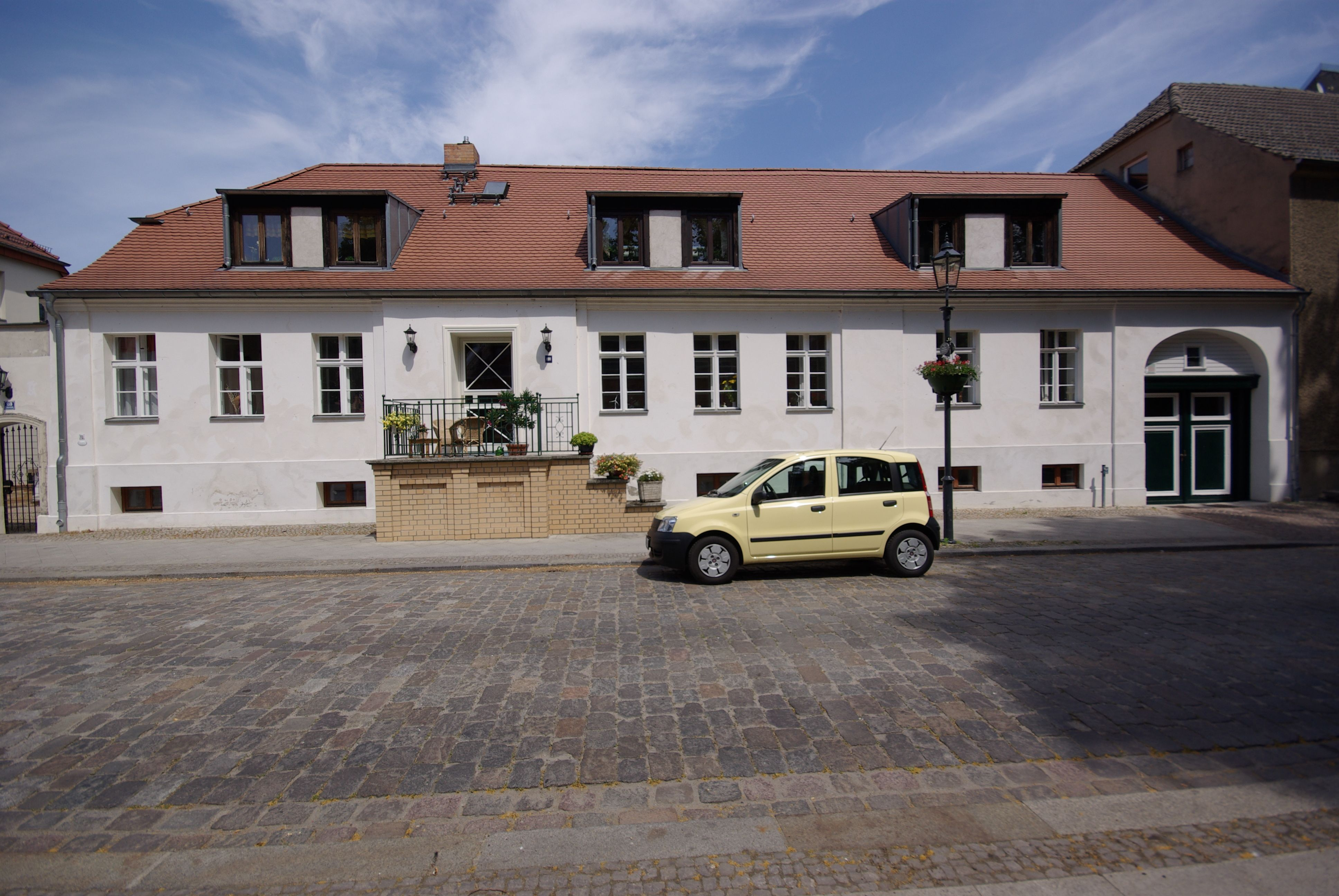
Wohnhaus Ritterstraße 21

Das Wohnhaus Ritterstraße 21 ist ein Baudenkmal in der Stadt Teltow im Landkreis Potsdam-Mittelmark. 

## Geschichte
Das Wohnhaus von Ackerbürgern brannte im Jahr 1801 völlig ab und wurde drei Jahre später wiederaufgebaut. Die Grundmaße des massiv aus Ziegeln errichteten, eingeschossigen Wohnhauses mit Satteldach betrugen 50 Fuß (ca. 15 m) in der Breite und 32 Fuß (ca. 10 m) in der Tiefe. Weitere Angaben zu nach 1804 durchgeführten Baumaßnahmen können wegen nicht erschlossener Bauakten nicht gemacht werden. Zu Beginn des 21. Jahrhunderts wurde es saniert.